# Juan Camilo Vela
Juan Camilo Vela (Cali, Valle del Cauca, Colombia; 18 de febrero de 1993) es un futbolista colombiano. Juega de Mediocampista en el Santa Cruz de la Primera División de Bolivia.

## Clubes
| Club                     | País     | Año         | PJ (G) |
| ------------------------ | -------- | ----------- | ------ |
| Deportes Quindío         | Colombia | 2010 - 2014 | 94 (4) |
| Universitario de Popayán | Colombia | 2015        | 26 (9) |
| Jaguares de Córdoba      | Colombia | 2016        | 6 (0)  |
| Universitario de Popayán | Colombia | 2016 - 2017 | 11 (0) |
| Atlético Huila           | Colombia | 2017        | 3 (0)  |
| Boyacá Chicó             | Colombia | 2018 - 2020 | 51 (2) |
| Santa Cruz               | Bolivia  | 2021 -      |        |